# Horodnic de Sus, Suceava
Horodnic de Sus (în germană Ober Horodnik) este satul de reședință al comunei cu același nume din județul Suceava, Bucovina, România. Localitatea este traversată de râul Horodnicel, afluent al râului Sucevița.

## Personalități
- Iulian Vesper (1908-1986) - poet, eseist, romancier și traducător din Bucovina, membru titular al Uniunii Scriitorilor din România

 Acest articol despre o localitate din județul Suceava este deocamdată un ciot. Puteți ajuta Wikipedia prin completarea lui.